# 佐藤博樹
佐藤 博樹（さとう ひろき、1953年2月17日 - ）は、日本の社会学者。中央大学大学院戦略経営研究科教授。東京大学名誉教授。
東京都生まれ。一橋大学大学院社会学研究科で労働問題の津田真澂教授に師事し、専門は産業社会学。近年は人的資源管理・労使関係に関する研究が多い。冲永賞受賞。

## 学歴
- 1971年 - 桐朋高等学校卒業[2]
- 1976年 - 一橋大学社会学部卒業
- 1978年 - 一橋大学大学院社会学研究科修士課程修了
- 1981年 - 一橋大学大学院社会学研究科博士課程単位修得退学

## 職歴
- 1981年4月 - 雇用職業総合研究所（現 独立行政法人労働政策研究・研修機構）研究員
- 1983年7月 - 法政大学大原社会問題研究所助教授
- 1987年4月 - 法政大学経営学部助教授
- 1991年4月 - 法政大学経営学部教授
- 1996年8月 - 東京大学社会科学研究所日本社会研究情報センター教授
- 2009年 - 東京大学社会科学研究所社会調査・データアーカイブ研究センター教授（組織変更）
- 2010年 - 東京大学大学院情報学環・学際情報学府兼担教授（学内兼担、文化・人間情報学コース）
- 2011年 - 東京大学大学院情報学環教授（社会科学研究所兼務）
- 2014年 - 東京大学社会科学研究所社会調査・データアーカイブ研究センター教授
- 2014年 - 中央大学大学院戦略経営研究科教授
- 2015年 - 東京大学名誉教授
- 2024年－中央大学ビジネススクール・フェロー
  - この間日本学術会議連携会員、厚生労働省労働政策審議会障害者雇用・職業能力開発・雇用均等分科分科会委員、厚生労働省仕事と生活の調和推進委員会委員長、内閣府男女共同参画会議議員、内閣府ワーク・ライフ・バランス推進官民トップ会議委員、経済産業省産業構造審議会新成長政策部会委員、経済産業省ジョブカフェ評価委員会委員、労働政策研究・研修機構特別研究員、経済財政諮問会議労働市場改革専門調査会委員等も歴任。

## 受賞
- 1988年 - 冲永賞

## 著書

### 共著
- （中村圭介・神谷拓平）『労働組合は本当に役に立っているのか』（総合労働研究所, 1988年）
- （今野浩一郎）『ソフトウェア産業と経営――人材育成と開発戦略』（東洋経済新報社, 1990年）
- （藤村博之・八代充史）『新しい人事労務管理』（有斐閣, 1999年／新版, 2003年）
- （藤村博之・八代充史）『マテリアル人事労務管理』（有斐閣, 2000年）
- （今野浩一郎）『人事管理入門』（日本経済新聞社, 2002年）
- （武石恵美子）『男性の育児休業――社員のニーズ、会社のメリット』（中央公論新社［中公新書］, 2004年）

### 編著
- 『パート・契約・派遣・請負の人材活用』（日本経済新聞社［日経文庫］, 2004年）
- 『変わる働き方とキャリア・デザイン』（勁草書房, 2004年）

### 共編著
- Japanese Labour and Management in Transition: Diversity, Flexibility and Participation, co-edited with Mari Sako, (Routledge, 1997).
- （武川正吾）『企業保障と社会保障』（東京大学出版会, 2000年）
- （石田浩・池田謙一）『社会調査の公開データ――2次分析への招待』（東京大学出版会, 2000年）
- （岩井紀子）『日本人の姿――JGSSにみる意識と行動』（有斐閣, 2002年）
- （玄田有史）『成長と人材――伸びる企業の人材戦略』（勁草書房, 2003年）
- （佐藤厚）『仕事の社会学――変貌する働き方』（有斐閣, 2004年）